# Rișca (okręg Hunedoara)
Rișca – wieś w Rumunii, w okręgu Hunedoara, w gminie Baia de Criș. W 2011 roku liczyła 240 mieszkańców.